# Кожеглови (Силезко войводство)
Кожегло̀ви (на полски: Koziegłowy) е град в Южна Полша, Силезко войводство, Мишковски окръг. Административен център е на градско-селската Кожегловска община. Заема площ от 26,71 км2.

## Население
Според данни от полската Централна статистическа служба, към 1 януари 2014 г. населението на града възлиза на 2 438 души. Гъстотата е 91 души/км2.